# Stanislaus Joyce
Stanislaus Joyce (* 17. Dezember 1884 in Dublin; † 16. Juni 1955 in Triest) war ein irischer Sprachlehrer, Autor und der Bruder von James Joyce.

## Leben
Joyces Dubliner Tagebuch (Dublin Diary) und seine Meines Bruders Hüter (My Brother’s Keeper) betitelte Autobiografie (beide von Arno Schmidt ins Deutsche übersetzt) geben interessante Aufschlüsse über die menschliche und künstlerische Entwicklung seines Bruders James.
Stanislaus Joyce heiratete am 13. August 1928, dem 25. Todestag seiner Mutter, die Triestinerin Nelly von Lichtensteiger (1907–1990), die wie sein Bruder James am 2. Februar Geburtstag hatte, und starb 1955 am Bloomsday, dem höchsten „Feiertag“ der weltweiten Joyce-Gemeinde.

## Werke
- Recollections of James Joyce. By his Brother Stanislaus Joyce. Translated from the Italian by Ellsworth Mason. James Joyce Society. 1950.
- Meines Bruders Hüter. Mit einem Vorwort von T. S. Eliot und einer Einführung von Richard Ellmann. Deutsch von Arno Schmidt. Frankfurt: Suhrkamp 1960.
- Das Dubliner Tagebuch. Herausgegeben von George Harris Healy. Deutsch von Arno Schmidt. Frankfurt: Suhrkamp 1964.